# Дінко Цвітан
Ді́нко Цві́тан (хорв. Dinko Cvitan; нар. 1958, Загреб) — хорватський правник із багаторічним стажем роботи у Прокуратурі Хорватії, директор Управління з припинення корупції та організованої злочинності (УПКОЗ) у 2005-2014 роках, Генеральний прокурор Хорватії з 24 квітня 2014.

## Біографія
Закінчивши у Загребі початкову школу і гімназію, вступив на юридичний факультет Загребського університету, з якого випустився у 1983 році. 
Здобувши диплом юриста, працював до 1985 року стажистом у муніципальному суді Загреба. Склавши кваліфікаційний іспит адвоката, переходить на роботу в Загребську муніципальну прокуратуру, де 1986 року призначається заступником загребського муніципального прокурора. З 1991 року працює адвокатом: спочатку в Даруварі, а після початку війни переносить місце своєї адвокатської контори в Загреб. 1999 року переходить на роботу в страхову компанію «Sunce osiguranje d.d.», де обіймає посаду директора з правових питань. 
2003 року повертається у прокуратуру: в серпні того ж року призначається заступником загребського окружного прокурора, відразу ж після цього йому доручено виконувати обов'язки заступника директора Управління з протидії корупції та організованій злочинності. З лютого 2004 року дістає постійне призначення на посаду заступника директора УПКОЗ. 
У жовтні 2005 року призначається заступником Генерального прокурора Хорватії, а 2 листопада 2005 року — виконувачем обов'язків директора УПКОЗ, замість Желька Жганєра, який подав у відставку в обстановці напружених відносин з Генеральним прокурором Хорватії Младеном Баїчем. На посаді директора УПКОЗ координує кримінальне переслідування у багатьох гучних кримінальних процесах.
Наприкінці лютого 2014 року згадується як цілком імовірний кандидат на нового Генерального прокурора Республіки Хорватії,, на посаду якого і був призначений рішенням хорватського парламенту від 7 березня 2014 року. Вступив на посаду 24 квітня 2014.